# 伊勢宗子
伊勢宗子（いせ むねこ）は、9世紀か10世紀の平安時代初期に、奈良に住んでいた人物である。秦奈良子（またの名を粟日）、伴廣冨（廣冨は現代の用字で広富）とともに、壺の中に入れられた多数の人形（ひとがた）によって知られており、本項目では3人をまとめて説明する。壺の外の人形に名を書かれた伊勢竹河は項目を分ける。

## 解説
1999年、現在の奈良県奈良市法華寺町、かつての平城京左京一条三坊十三坪の東端で、井戸跡の中に、多数の木の板を入れた壺が出土した。研究上は広義の木簡だが、人形である。細長い木の板に、両側から少し切り込んで首と腰を表現し、下から深く切り込んで足を表現した。顔の部分に、髪、眉、目、鼻、口を描き、胴体部分に名が書いてあった。3人とも、頭の両側角を斜めに切り落としてあり、髪を下ろした女の姿を表現したものと思われる。
胴体には一枚ごとに一人の名が書かれていた。「伊勢宗子」、「秦奈良子」、「伴廣冨」である。一枚だけ表裏が「伊勢宗子」と「秦奈良子」と別の名が書かれたものがあった。同一人名が同じ筆跡で書かれていた。
伊勢宗子の人形は6点。寸法は縦が長いもので11.1センチメートル、短いもので1.5センチメートル、幅が2.0センチメートルから1.8センチメートルあった。
秦奈良子の人形は18点あった。そのすべてに、行をあらためて「又名粟日」と書いてあった。粟日ともいうのであろう。うち1枚は使用済み木簡を転用したもので、2枚は檜（ヒノキ）の皮に書かれていた。縦が12.3センチメートルから9.8センチメートルだが、破損によりもっと短くなったものもある。幅は2.3センチメートルから1.1センチメートル。
伴廣冨の人形は、13点。縦が11.6センチメートルから9.1センチメートル、幅は2.5センチメートルから1.3センチメートル。木簡を転用したものが1点あった。
それと、表と裏で人名が異なる前述の1枚、判読不能な檜皮の2枚があった。
壺の外にも束ねられた人形があり、そちらは髭を生やした男の顔で、「伊勢竹河」と書かれていた。
井戸は9世紀に作られ、10世紀にかけて埋まっていったと推定される。
この種の人形は、病気の治癒か祓で使ったと考えられている。まとめて棄てられた事情は不明である。